# Acer stachyophyllum
Acer stachyophyllum — вид квіткових рослин із роду клен (Acer).

## Морфологічна характеристика

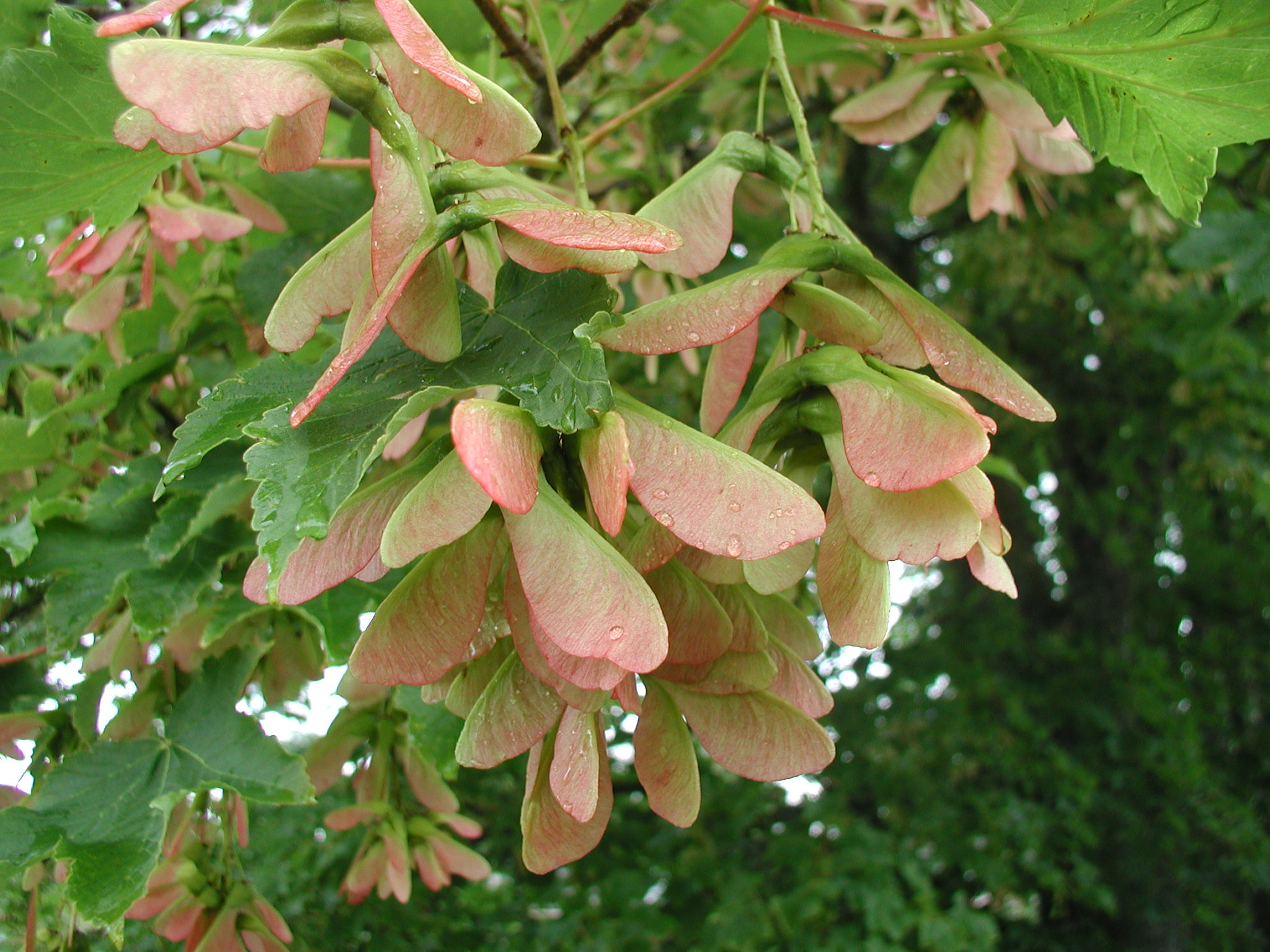
Плоди

Це дводомне дерево до 15 метрів у висоту. Кора жовтувато-коричнева, гладка. Гілочки голі. Листки опадні: листкові ніжки 2.5–8 см завдовжки, біля верхівки злегка запушені; листова пластинка яйцювата чи довгаста, 5–11 × 2.5–6 см, нерозділена чи 3-лопатева, знизу густо блідо чи біло запушена, коли зріла стає ± голою, край грубо-пилчастий з притиснутими тупими чи ± гострими зубцями, або майже 3-лопатеві, або нерівно-надрізано-пилчасті, верхівка від хвостато-загостреної до тупої. Тичинкове суцвіття китицеподібне, 1–1.5 см, голе, 5–8-квіткове. Чашолистків 4, довгастих, верхівка тупа. Пелюсток 4, жовтувато-зелені, лінійно-довгасті. Тичинок 4, рідше 5 або 6, голі. Маточкові квітки невідомі. Супліддя поникле, 12–15 см. Горішки довгасті, опуклі, сильно морщинисті; крило з горішком 35–55 × 10–15(20) мм; крила розправлені прямо, рідше тупо чи гостро. Період цвітіння: квітень і травень; період плодоношення: вересень чи жовтень.

## Поширення й екологія
Ареал: Бутан, Китай (Хубей, Шеньсі, Сичуань, Ганьсу, Хенань, Нінся, Юньнань, Тибет), пн. Індія, М'янма, Непал. Росте на висотах від 1400 до 3500 метрів. Вид зростає в альпійських лісах.

## Використання
Немає відомих способів використання цього виду, окрім як декоративного дерева в садівництві.